# Yet Another Movie
Yet Another Movie è un brano musicale della progressive rock band inglese Pink Floyd, contenuto nell'album A Momentary Lapse of Reason e scritto da David Gilmour e Patrick Leonard. Nell'album, nella stessa traccia del brano, si trova anche lo strumentale Round and Around. Il brano è presente anche nell'album dal vivo Delicate Sound of Thunder, nel quale, però, è separato da Round and Around, situata in una traccia a sé.
Il verso the vision of an empty bed suggerì a Storm Thorgerson l'idea per la copertina dell'album, che rappresenta una lunga fila di letti da ospedale situati su una spiaggia.

## Live
Il pezzo è stato suonato dai Pink Floyd in ogni loro concerto dal 1987 al 1989. La chitarra lap steel, che esegue l'assolo finale nella versione in studio di Yet Another Movie, dal vivo viene sostituita da una chitarra elettrica normale.

## Formazione
- David Gilmour - Voce, chitarra
- Nick Mason - Batteria
- Richard Wright - Sintetizzatore, cori
- Tony Levin - Basso
- Jim Keltner - Batteria
- Steve Forman - Percussioni